# Song Guangzong
Song Guangzong (zijn persoonlijke naam was Zhao Dun) (1147 - 1200) was keizer van de Chinese Song-dynastie (960-1279). Hij regeerde van 1189 tot 1194.